# JR West série 323
La série 323 (323系電車, 323 keidensha) est un type de rame automotrice japonaise à courant continu exploitée par la West Japan Railway Company (JR West) depuis 2016, et exploitée uniquement sur la ligne circulaire d'Ōsaka et sa branche la ligne JR Yumesaki.

## Histoire
La compagnie Jr West annonce le 24 décembre 2013 un  « projet de remodelage de la ligne de la ligne circulaire d'Osaka » dont l'une des mesures prioritaires est la «production de véhicules neufs», prévus pour être exploités sur la ligne O (Ligne circulaire  d'Ōsaka) et sa branche S (branche avec accès vers le parc Universal Studio).
Au moment de l'annonce du projet, aucun type de véhicule spécifique n'était mentionné. Il n'existait que des mots-clés comme "l'amélioration de la sûreté et de la sécurité", "l'amélioration de la fiabilité des équipements (transport stable)", "l'amélioration de la fourniture d'informations" et "un espace intérieur confortable qui est convivial pour les gens".
De nombreuses informations contradictoires circulent ensuite. Selon certains rapports en mai 2014, le trains de banlieue à 4 portes (type série 103 et série 201) que la ligne Ōsaka Loop Line a repris des chemins de fer nationaux japonais (JNR) et le type de banlieue à 3 portes (E221) qui a été nouvellement fabriqué après la transition à JR offrent une desserte moyenne en termes d'efficacité, les trains étant assez différents. Puisqu'il existe un mélange de séries (les série 223 et série 225 arriveront plus tard occasionnellement sur la ligne), on dit que le nouveau modèle est considéré comme un véhicule de type banlieue 3 portes pour remplacer le véhicule 4 portes afin de promouvoir un matériel unique et réduire la congestion. Avant l'introduction du nouveau véhicule, les séries 221, 223 et 225 étaient en service sur la ligne Osaka Loop et la ligne JR Yumesaki pendant les heures de pointe du matin. À ce stade, il n'y a pas d'avis officiel de JR West, mais il a été annoncé dans un communiqué de presse du 8 décembre 2014 que le nombre de portes serait de trois.
De 2016 (Heisei 28) à 2019 (Reiwa 1ère année), 21 trains de 8 voitures (168 voitures) étaient prévus, mais pour augmenter la capacité de transport de la ligne JR Yumesaki, une formation supplémentaire de 8 voitures a été ajoutée et finalement 22 formations (176 wagons) ont été construites, remplaçant toutes les séries 103 et 201 existantes .
Kinki Sharyo et Kawasaki Heavy Industries sont chargés de la fabrication des véhicules; Kinki Sharyo livre depuis 2016 et Kawasaki Heavy Industries livre depuis 2017 (Heisei 29). Le dépôt de Fukida dans le quartier Morinomiya, où se trouvait le premier train, a été ouvert au public le 3 décembre 2016 pour un nombre limité de 1 000 personnes, pour présenter la première formation de la Serie 323,.
Le 29 septembre 2016, il a reçu le Good Design Award 2016 (catégorie équipement / équipement mobile) en tant que « projet de remodelage de la série 323 et de la ligne de boucle d'Osaka ».
Elles étaient prévues d’être toutes livrées avant les JO 2020 de Tokyo (dont certaines épreuves devaient avoir lieu à Osaka), permettant de présenter une ligne à la pointe du progrès, aux touristes et autres représentants étrangers, ce que les anciennes séries 103 et 201 ne permettaient pas.

## Caractéristiques

### Extérieur
La longueur de la carrosserie est de 19570/19 500 mm (voiture de tête / voiture intermédiaire), la largeur de la caisse est de 2 950 mm et possède trois portes de chaque côté. Il s'agit d'uniformiser la disposition des portes avec la série 221, la série 223, la série 225, etc. pour l'introduction future des portes  palières sur la ligne circulaire d'Osaka. Les caisses sont en acier inoxydable.
Esthétiquement, la forme de la face avant et la disposition des phares sont les mêmes que celles des série 521, série 225 et de la série 227, et du point de vue de l'économie d'énergie et de la longue durée de vie, les phares avant et anti-brouillard sont à LED. La palette de couleurs des phares est une combinaison d'ambre et de blanc. De plus, comme il n'y a pas d'exploitation commerciale en unités multiples, le capot anti-chute inter-véhicules n'est pas installé.
Comme couleur de carrosserie  sur le côté, il y a le vermillon traditionnel n ° 1 (vermillon orange) de la ligne Osaka Loop Line utilisé par le passé comme couleur de la carrosserie des séries 103 et 201. Il est présent sous forme d'une bande large au niveau des fenêtres, et sous une fine bande au niveau de la ceinture de caisse associé à une fine bande noire au-dessus et une bande grise assez mat en dessous. Une ligne jaune est placée au niveau des jointures des portes afin que la position et l'état de fonctionnement de la porte puissent être vus. La partie supérieure des portes est peinte en noir jusqu’à la bande noire. Puisque la voiture 4 est utilisée comme une voiture réservée aux femmes toute la journée, la couleur de carrosserie est rose (au lieu de l'orange vermillon) avec la marque de voiture réservée aux femmes à côté des portes.

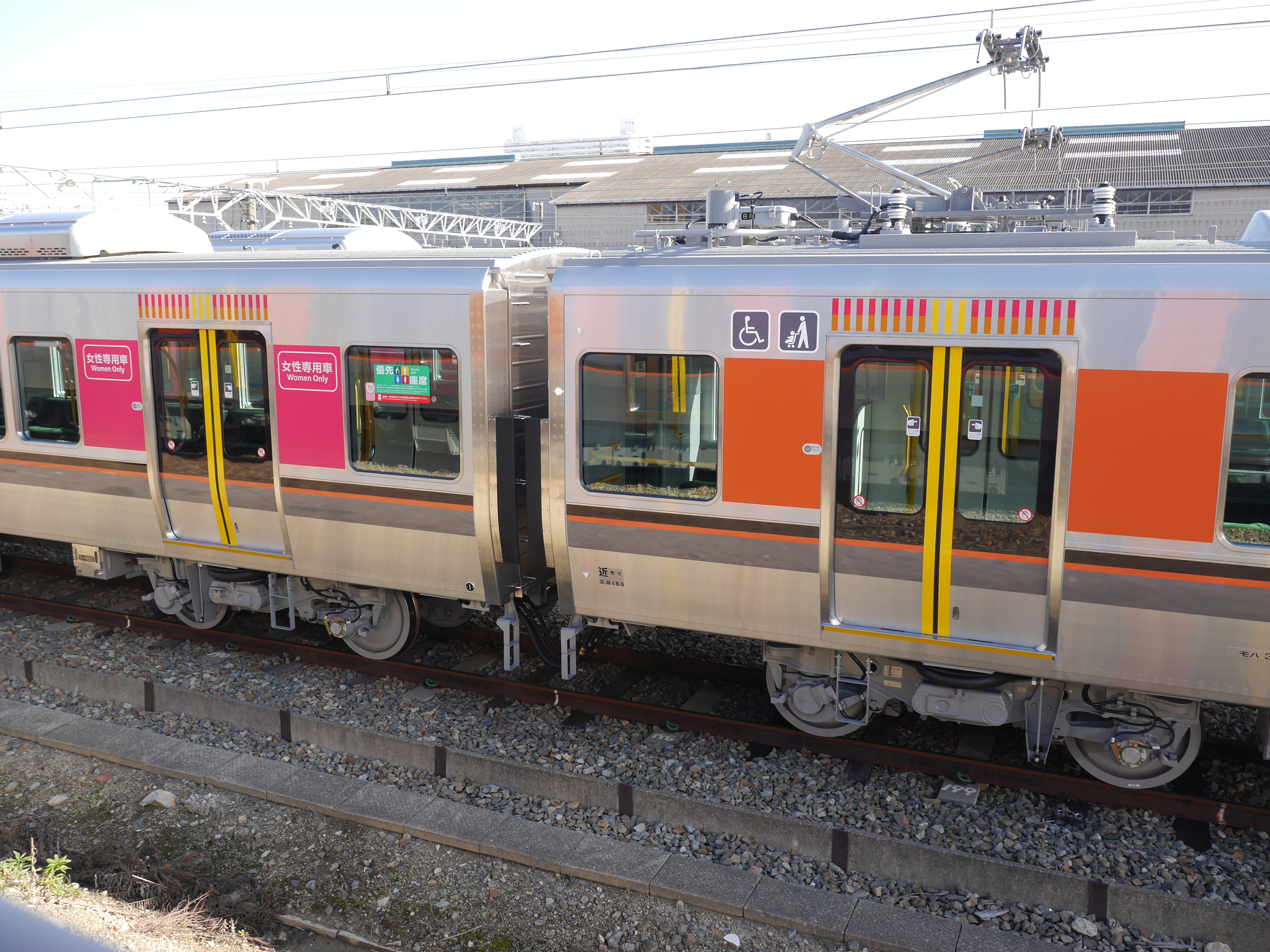
Livrée des E323...notez la voiture réservée aux femmes à gauche, visible par le rose et les logos.

Les vitres latérales utilisent un double vitrage vert absorbant la chaleur, et la disposition des fenêtres est similaire à celle de la série 225.
Un nouveau type de LED Full couleur (Polychrome) a été adopté pour l'affichage de destination externe, et les girouettes indiquant le type de desserte et la destination, qui étaient auparavant séparées, ont été fusionnées. Tout affichage d'image est également possible, comme le sapin de Noël qui est affiché en période de Noël à titre d'exemple.
Comme les trains fonctionnent en boucle, la destination est affichée comme "Osaka Loop Line", et l'affichage de la gare principale est commuté et affiché pour chaque section sur la ligne en dessous (Exemple: les trains en boucle intérieure de la gare d'Osaka sont " West Kujo / Shin - Imamiya zone ", Le train en boucle extérieure est en direction de Kyobashi / Tsuruhashi).

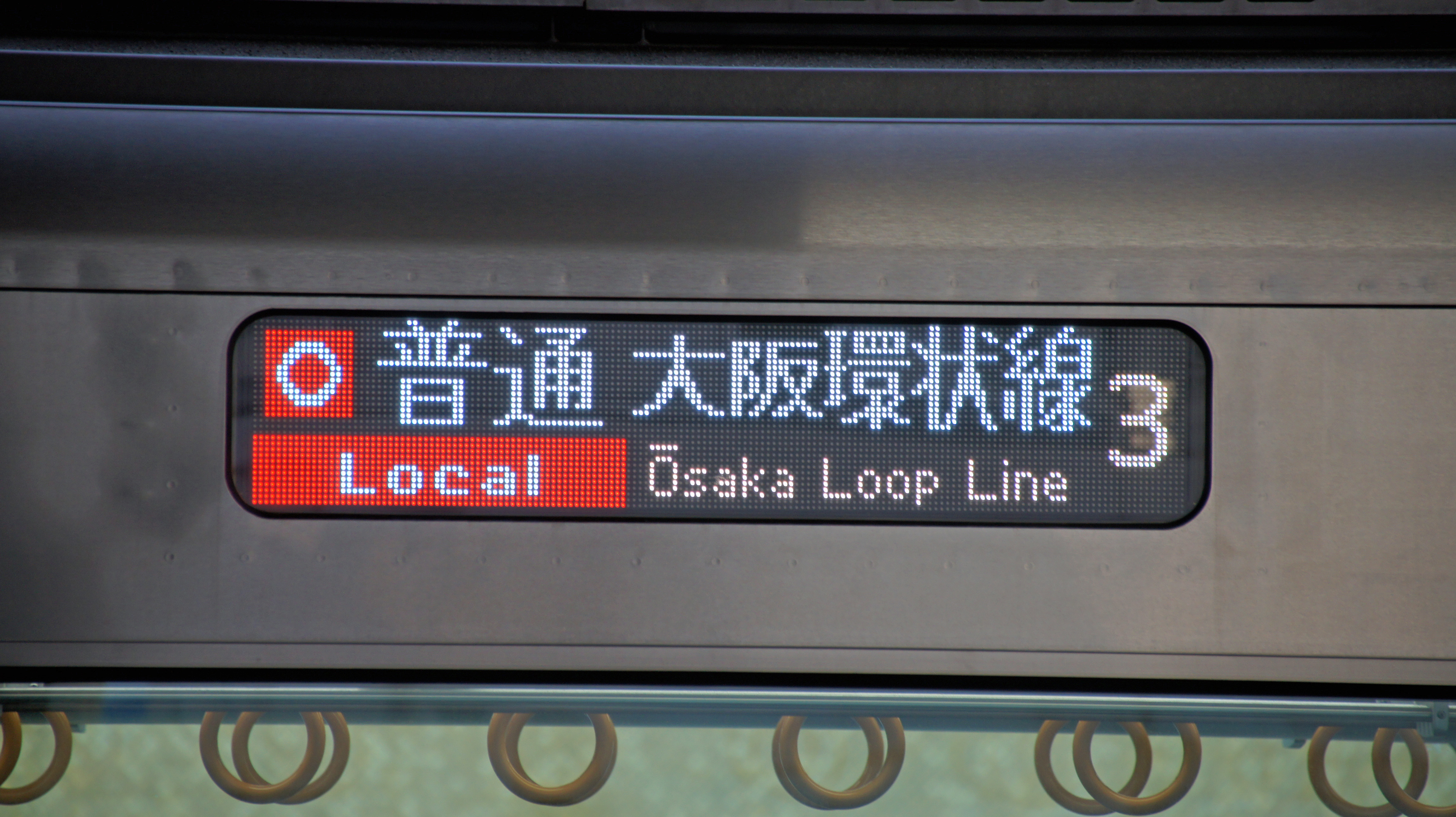
Girouette latérale fusionnée.

### Intérieur
L'organisation des sièges est longitudinale à l’instar des trains à forte fréquentation au Japon. Il y a 10 places entre chaque porte (3 personnes + 4 personnes + 3 personnes) et aux d'extrémité des voitures il y a des banquettes de  trois places. La voiture n ° 8 (étude basée sur la gare d'Ōsaka), qui devrait être la plus fréquentée, dispose d'un espace entre les portes pour 8 personnes (4 personnes + 4 personnes) pour conserver un grand espace autour des portes. Toutes les largeurs de siège ont été élargies à 470 mm, la hauteur de siège a été augmentée à 450 mm pour faciliter la position assise et des ressorts en S ont été adoptés pour améliorer l'amorti. La moquette des sièges est de couleur verte. Les sangles et les mains courantes ont été agrandies et changées en orange pour les rendre plus faciles à saisir en cas d'urgence. Comme dans les Series 225, en courbant l'extrémité de la main courante, on considère que la force d'impact n'est pas concentrée même lorsqu'un passager entre en collision avec la main courante.
De plus, les pièces facilement salies sont conçues pour être faciles à nettoyer en éliminant les irrégularités et en minimisant les pièces qui se croisent à angle droit. De plus, en tant qu'installation d'essai, des caméras de sécurité et des purificateurs d'air sont installés au plafond de chaque véhicule.

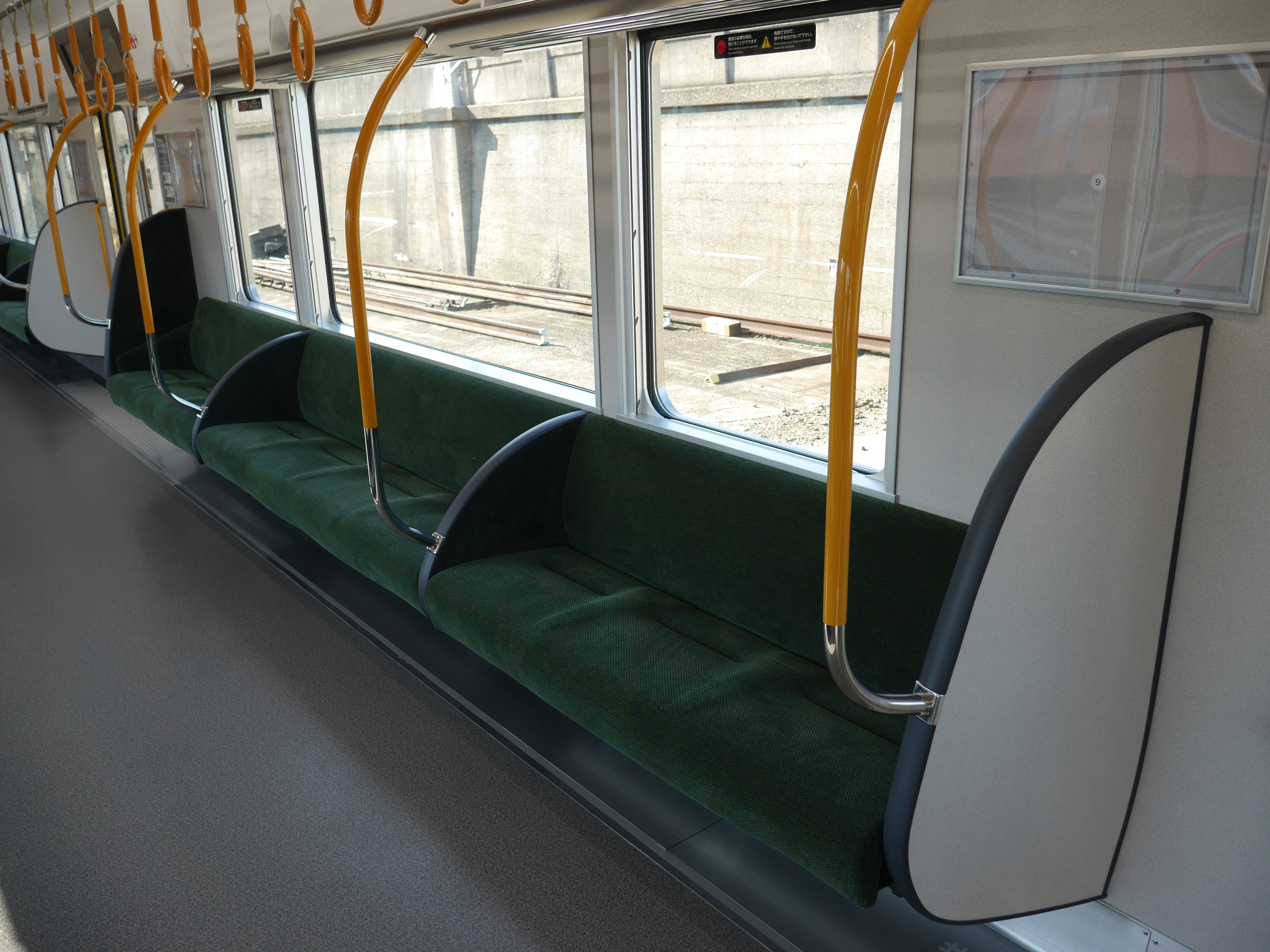
Banquette de 10 places.

Pour l'éclairage intérieur, on a favorisé les économies d'énergie en adoptant du LED de couleur blanche neutre, et le plafond est intégré à l'équipement d'éclairage pour éliminer les irrégularités afin de ne pas projeter d'ombres au maximum.
Chaque voiture possède une place UFR. Une ligne jaune a été ajoutée à l'intérieur de la porte du passager au niveau des joints, et deux voyants rouges d'avertissement d'ouverture / fermeture de porte ont été installés dans le linteau en plus de la sonnerie à 4 tons.
Pour l'information des passagers, des écrans LCD 17 pouces ont été installés au-dessus des portes, deux dans chaque voussoir de porte, peints en noir pour se démarquer des autres séries et deux autres au-dessus des portes pour les passerelles d’intercirculation. Un écran sur les deux peut servir pour des spots publicitaires.

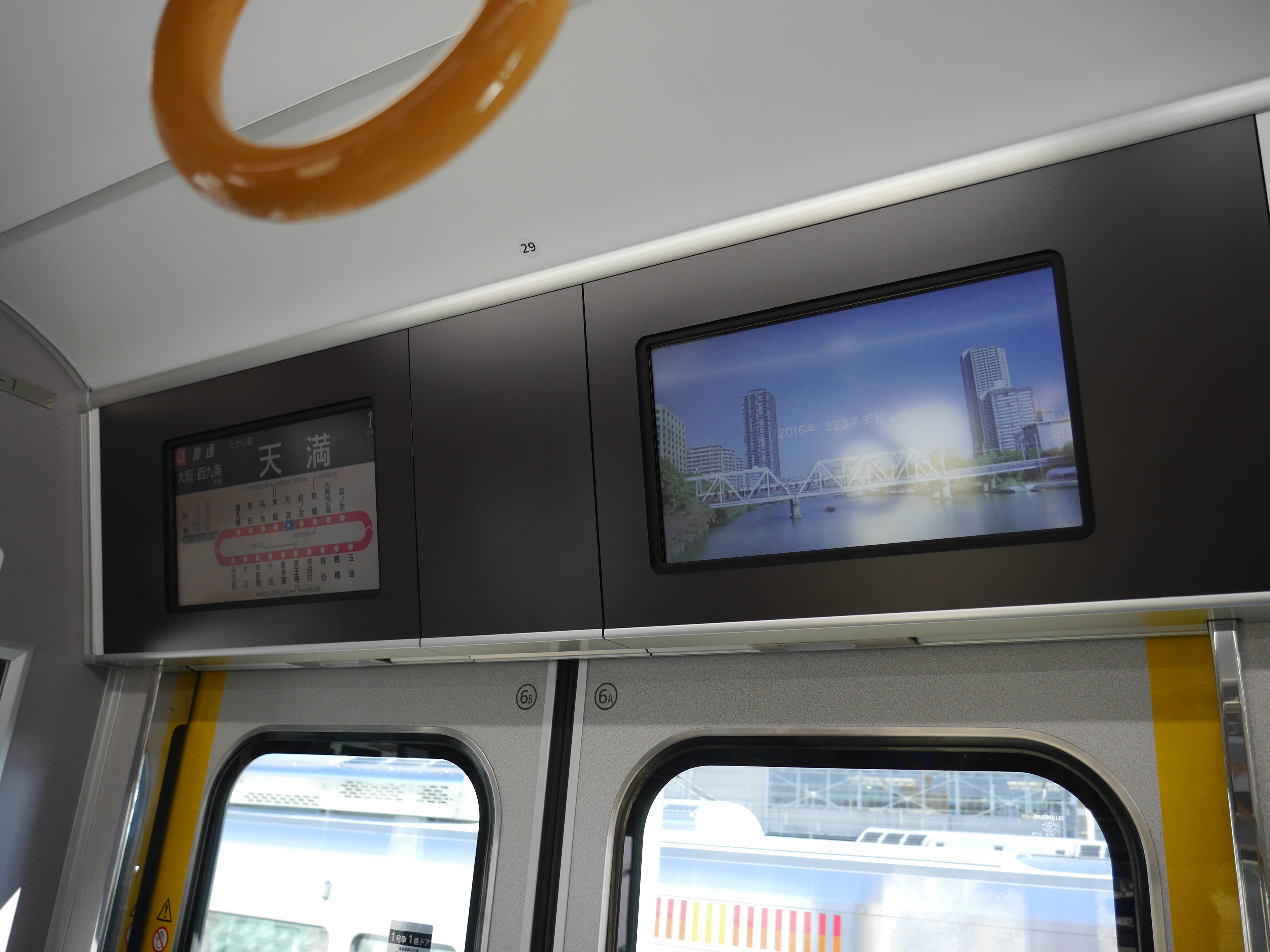
Ecrans LCD au-dessus des portes

Un équipement Wi-Fi a été installé dans la voiture pour répondre aux besoins croissants des étrangers visitant le Japon et pour améliorer l'environnement de connexion Internet au Japon. Équipé d'un appareil de diffusion automatique sonore embarqué, il est généralement en deux langues, japonais et anglais, mais il est également possible de le régler sur la diffusion automatique uniquement en anglais ou en quatre langues, japonais, anglais, chinois et coréen, selon les paramètres.

#### Cabine de conduite
Le tableau de bord de la cabine élimine les instruments et les voyants lumineux, et utilise deux écrans  "Glass cockpit " sous forme d’écrans LCD  tactiles; il y en deux devant le conducteur et un sur la droite. Il s'agit du deuxième cas où des trains de la JR West possèdent les nouveaux "Glass Cockpit" (après la série 227) .

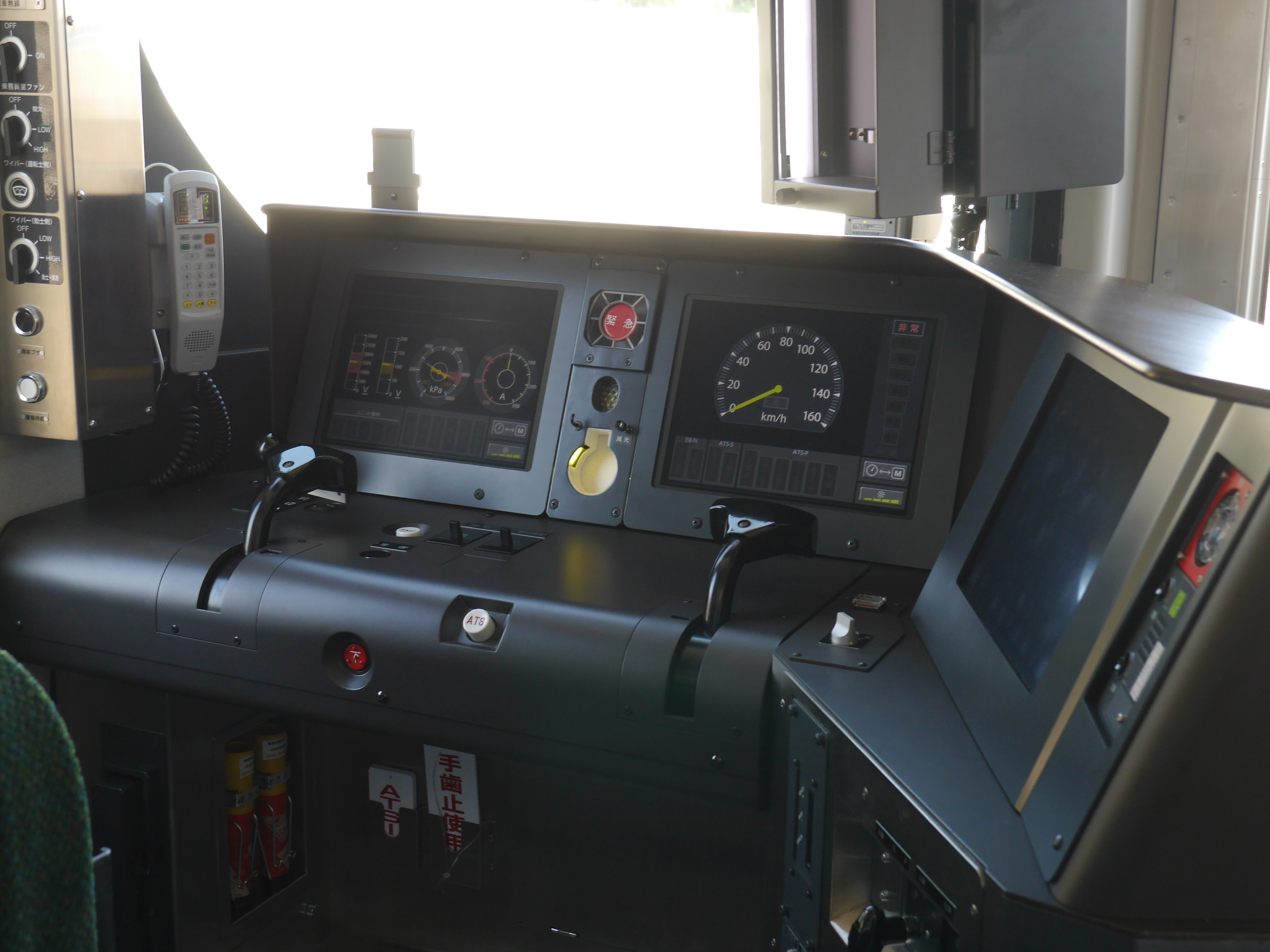
Cabine de conduite série 323.

### Technique
Basé sur le concept de « système 0,5 M » adopté dans les séries 321 et 225, il y a un bogie moteur et un bogie porteur sur chaque voiture .De fait toutes les voitures sont motrices . Par conséquent, tous les voitures sont équipés d'un dispositif de commande de puissance(onduleurs)
Héritant du concept d'organisation issu de la série 221 et installé sur les versions ultérieures(Séries 223-225-227-521), les blocs système de contrôle de courant arrivant des caténaires sont concentrés "côté mer" de la rame et les pièces électriques internes comme les onduleurs basse tension sont concentrées "côté montagne" .(A la JR West toutes les rames ont un "côté mer" et un "côté montagne" étant donné que les formations ne sont jamais retournées)
Le dispositif de contrôle de la rame est fabriqué par Mitsubishi Electric et est appelé WPC16 .Le circuit principal est un onduleur PWM de tension à 2 niveaux qui utilise des éléments MOSFET appliqués au SiC et est équipé d'un onduleur 1C2M VVVF qui contrôle deux moteurs de traction par onduleur.En conséquence, la quantité de consommation d'énergie pendant le fonctionnement du train peut être réduite, et la puissance régénérative générée pendant le freinage régénératif peut être efficacement renvoyée vers la ligne aérienne(caténaire).
L'alimentation auxiliaire est un onduleur PWM à deux niveaux de tension qui utilise un élément IGBT et a une capacité de 440 V CA triphasé, 75 kVA. L'onduleur est contrôlé CVCF et parallèle à l'alimentation auxiliaire du dispositif de commande du véhicule de un autre véhicule, il est conçu pour assurer la redondance dans l'ensemble de la formation en cas de panne  durant l'exploitation.
L'élément MOSFET appliqué au SiC utilisé dans la section de circuit principal présente un claquage diélectrique par rapport aux éléments IGBT conventionnels.Étant donné que la tension est élevée, la structure semi-conductrice peut être rendue plus petite et l'équipement peut être rendu plus petit. Cependant, comme il est intégré à l'unité d'alimentation auxiliaire qui utilise des éléments IGBT, il s'agit d'un dispositif de commande de véhicule de grande taille.
Un pantographe à bras unique type WPS28E  est utilisé comme collecteur de courant, installé sur les Kumoha 323 et Moha323  en position arrière, il est également installé comme un pantographe de rechange sur le Moha 323 mais en position avant . Il s'agit d'un type à ressort et à air comprimé. Il est équipé de frotteur en carbone.
Un moteur à induction triphasé à cage d'écureuil type WMT107 est utilisé comme moteur principal et deux unités sont installées dans chaque bogie . La puissance nominale est de 220 kW par moteur.
Un système de contrôle de patinage des roues nouvellement développé par l' Institut de recherche technique ferroviaire  a été adopté .

### Formation
Toutes les rames de la Serie 323 sont à 8 voitures.
Si la rame stationne à Ōsaka Umeda, la voiture 1 est toujours orientée vers Sakurajima et la voiture 8 vers Nishikujō
|                         | ← Ōsaka UmedaTennōji→ |             |             |             |              |             |             |               |  |  |  |
|                         |                       |             |             |             |              |             |             |               |  |  |  |
| voiture No.             | 1                     | < 2 >       | 3           | 4 ♀         | < 5          | 6           | 7           | < 8           |  |  |  |
| Designation             | M'c                   | M           | M'          | M'          | M5           | M'          | M'          | Mc            |  |  |  |
| Numerotation            | KuMoHa 322-xx         | MoHa 323-xx | MoHa 322-xx | MoHa 322-xx | MoHa 323-5xx | MoHa 322-xx | MoHa 322-xx | KuMoHa 323-xx |  |  |  |
| Équipement embarqué     | Cont                  | Cont, CP    | Cont        | Cont        | Cont         | Cont        | Cont        | Cont, CP      |  |  |  |
| Poids (t)               | 36.1                  | 37.0        | 39.1        | 39.1        | 36.3         | 39.1        | 39.1        | 39.7          |  |  |  |
| Capacity (total/seated) | 139/43                | 153/49      | 153/49      | 153/49      | 153/49       | 153/49      | 153/49      | 140/35        |  |  |  |

- Cont: Dispositif de contrôle du véhicule, CP: Compresseur d'air, ♀: Véhicule réservé aux femmes(voiture 4), < ou > : pantographe
- MoHa ou Moha (モハ) → Motrice sans cabine
- SaHa ou Saha (サハ) → Remorque sans cabine
- KuHa ou Kuha (クハ) → Remorque avec cabine
- KuMoHa ou Kumoha (クモハ) → Motrice avec cabine

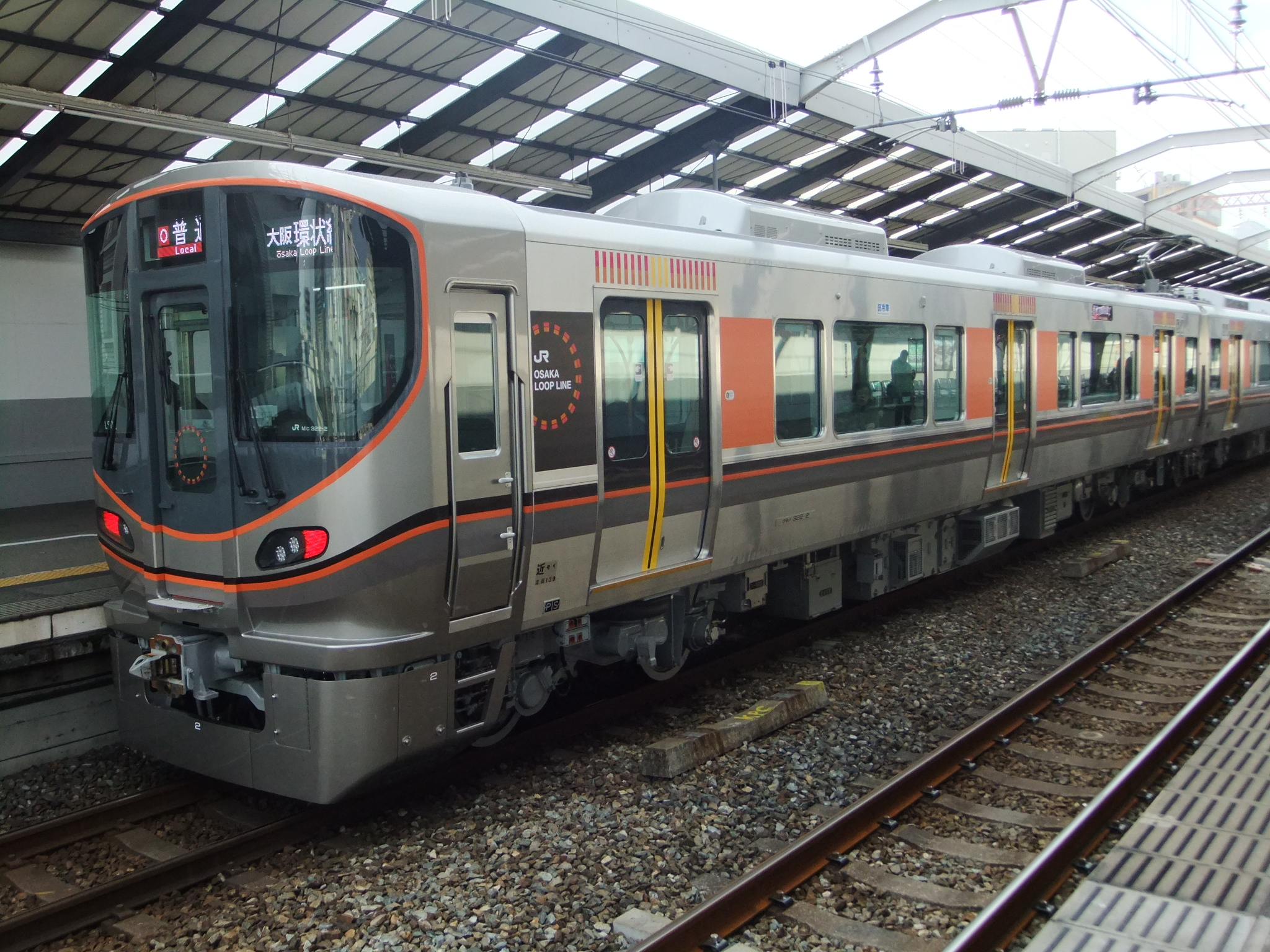
Kumoha322/voiture 1
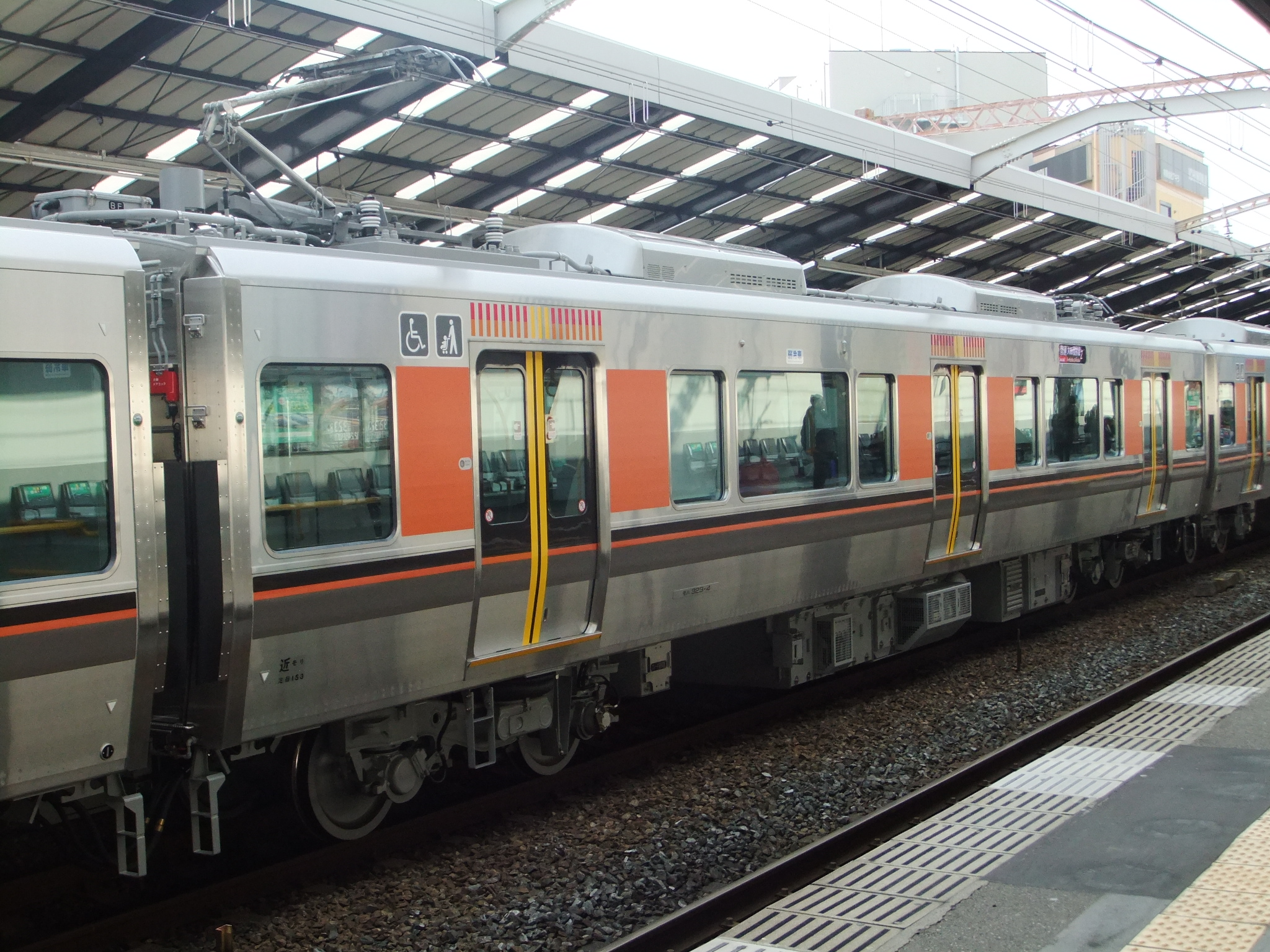
Moha323-4/Voiture 2
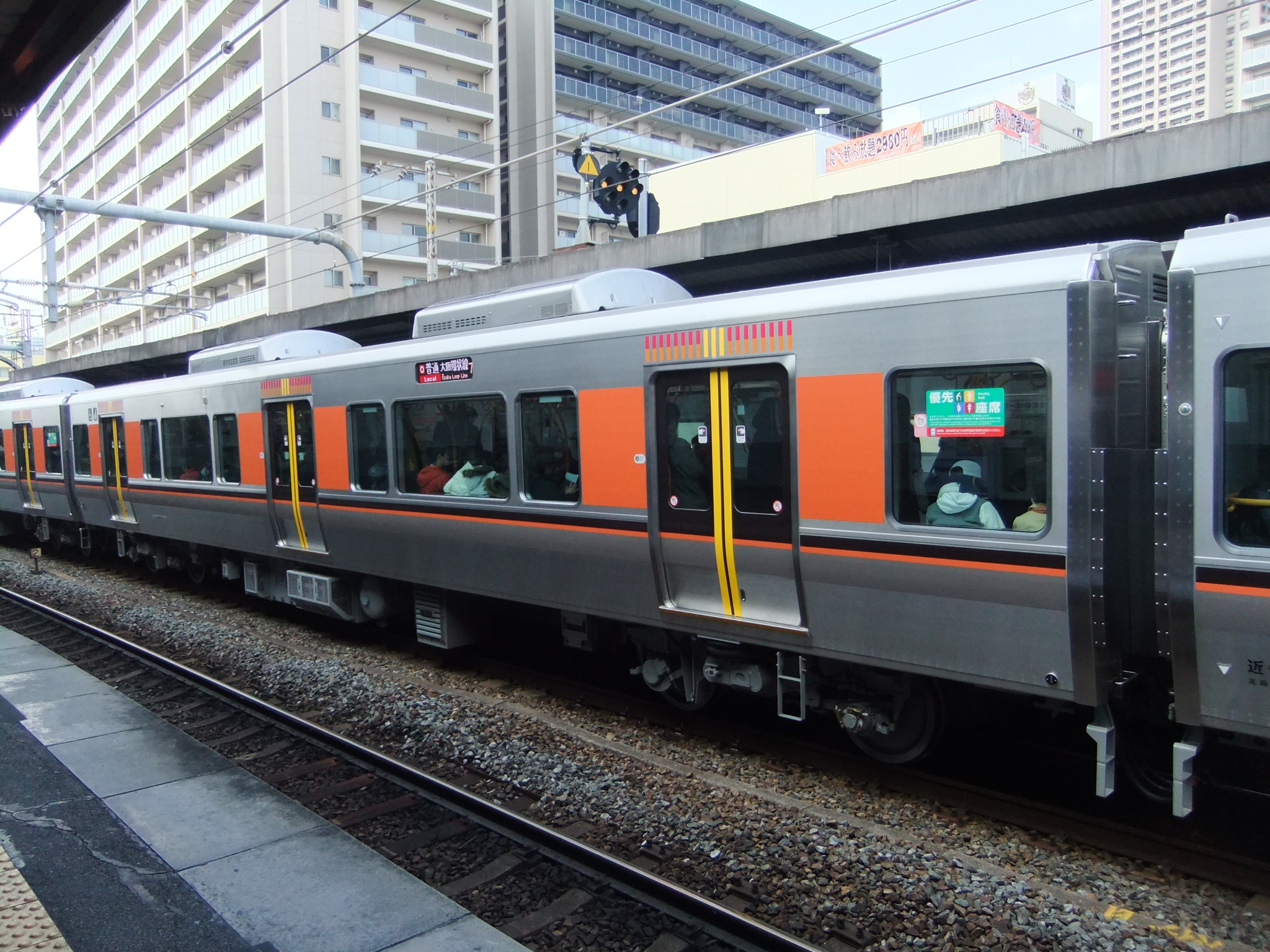
Moha 322-5/voiture 3
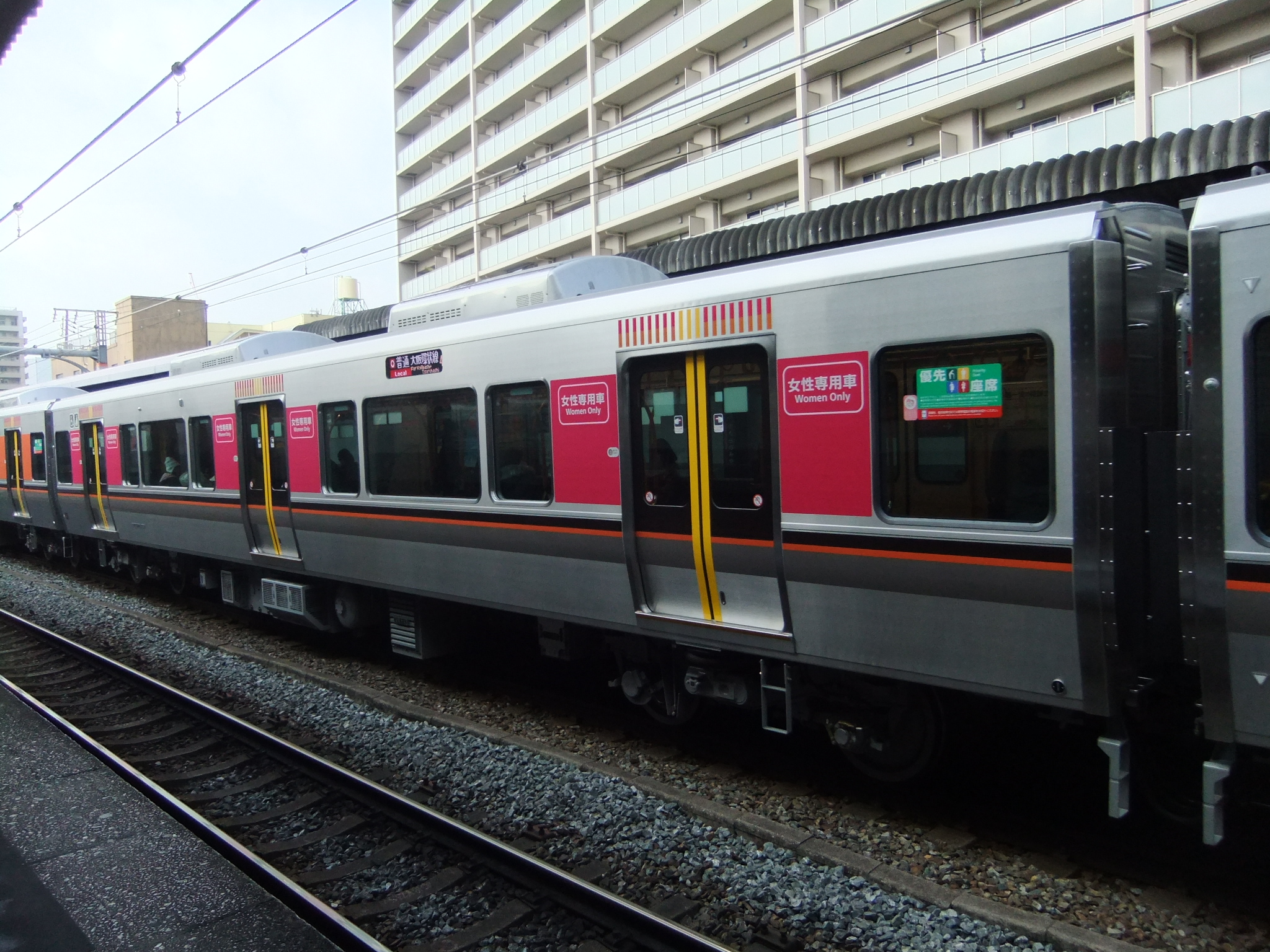
Moha322-7(voiture réservée aux femmes)/Voiture 4
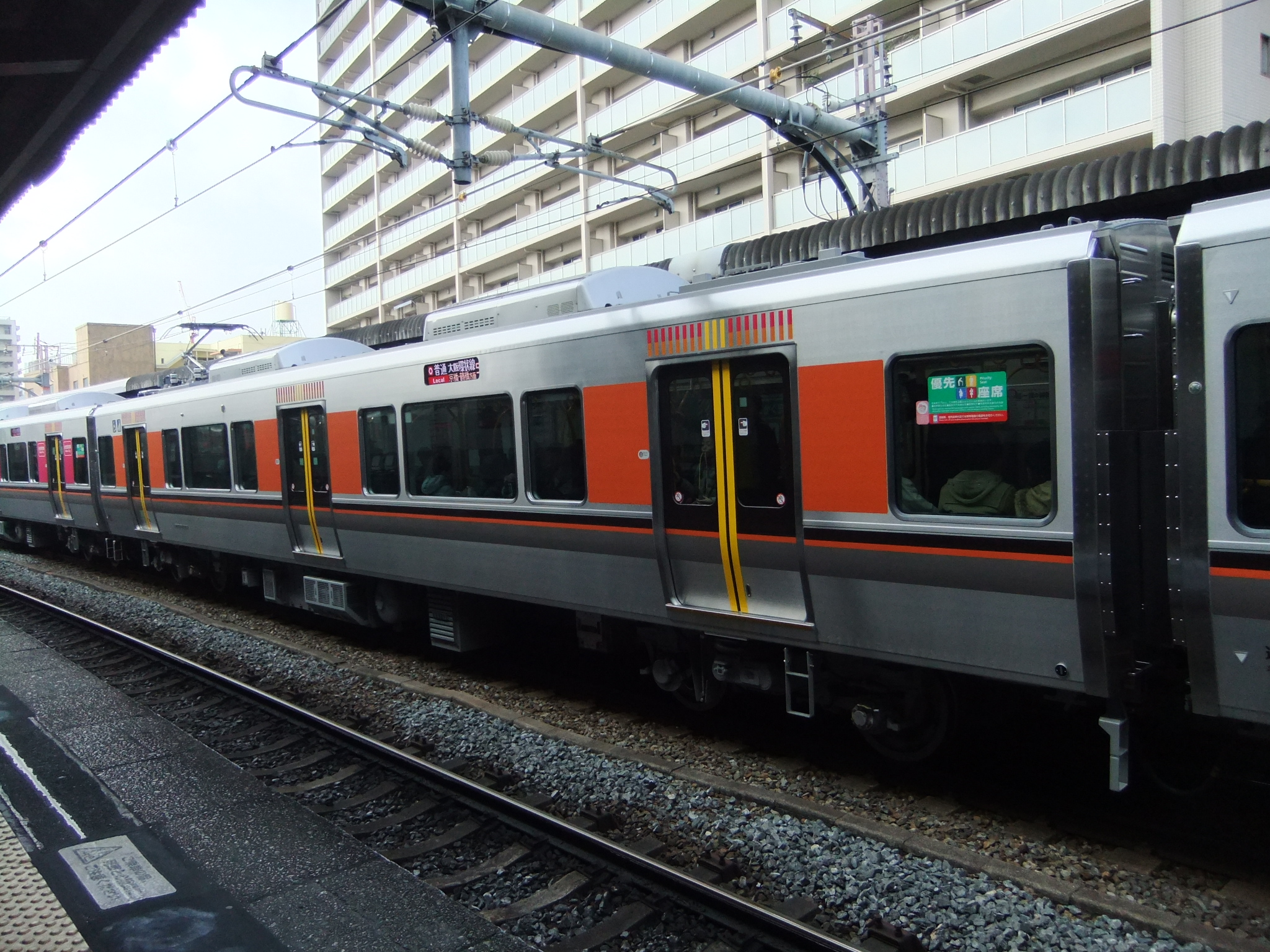
Moha323-503/voiture 5
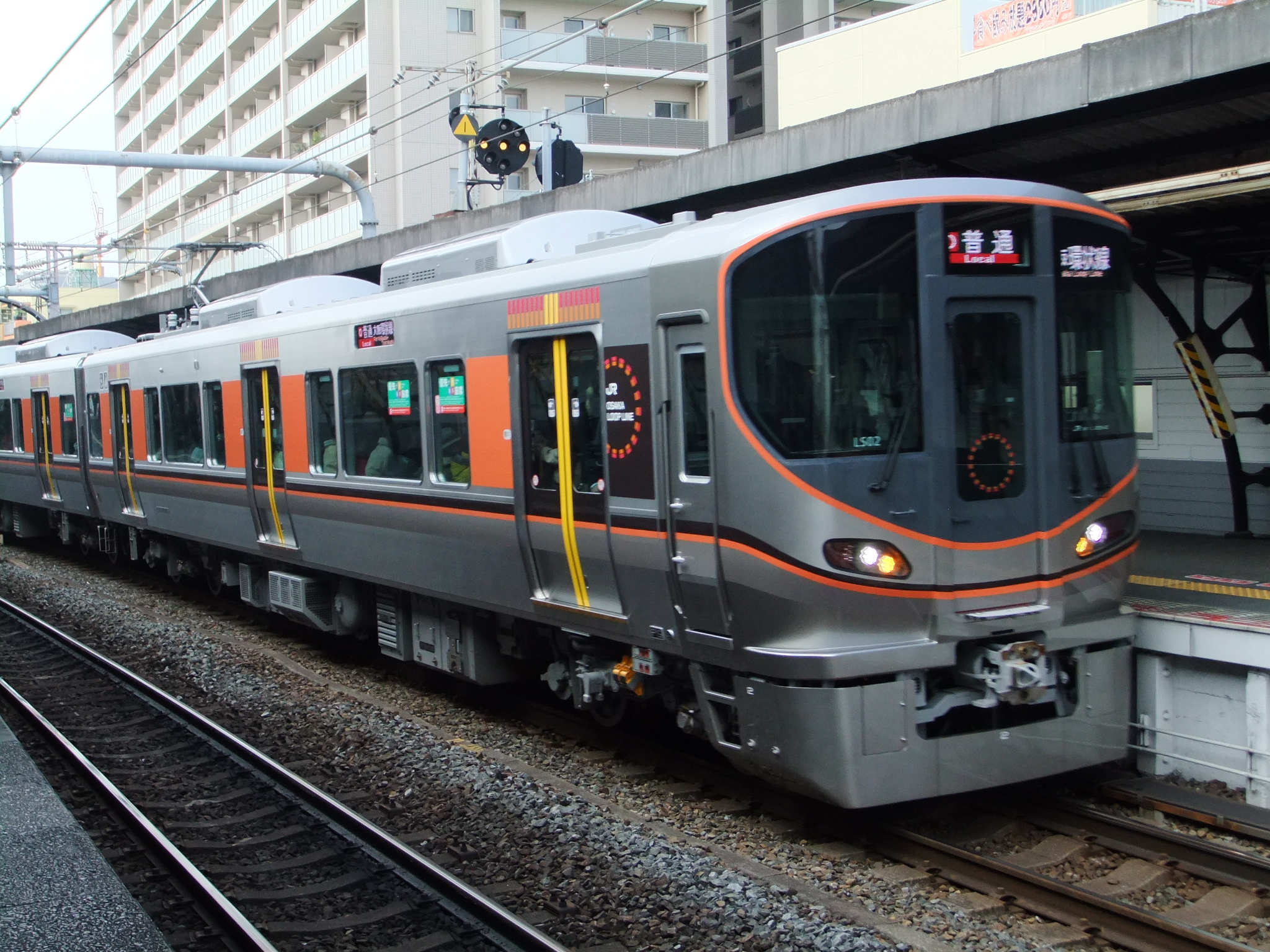
Kumoha 323/voiture 8

## Exploitation
Les rames assurent exclusivement les services omnibus de la ligne circulaire d'Osaka et de la ligne Sakurajima.
L'exploitation avec la premiere rame a commencé sur la boucle interieure le 24 Decembre 2016. Le 10 mai 2019, JR West a annoncé que l'introduction des 22 trains nécessaires à l'exploitation de la ligne Osaka Loop Line et de la ligne JR Yumesaki sera terminée le 8 juin 2019 . En conséquence, l'exploitation de la série 201 sur la ligne Osaka Loop et la ligne JR Yumesaki prendra fin le 7 juin 2019, et les véhicules de la ligne Osaka Loop et de la ligne JR Yumesaki seront unifiés en trains à voitures à trois portes .
Une opération commerciale de Noël est commencée depuis 2016 , grace aux LED polychrome on peut voir sur la girouette frontale et laterale, un arbre de Noël  affiché en alternance avec la destination. Depuis lors, un train a été exploité comme spécification de Noël pour une période limitée d'environ une semaine jusqu'au 25 décembre de chaque année .

### Tests
Cette série a été utilisée pour des tests de conduite autonome dans le cadre de "l'évolution de JR West des systèmes de sécurité tels que l'ATC sans fil et l'amélioration de la sécurité et de la qualité des transports grâce à la technologie de conduite autonome"

### Modelisme
La serie 323 est vendue par les constructeurs Kato et TOMIX à l'echelle N, en formation de 4-8 voitures.

## Galerie photos

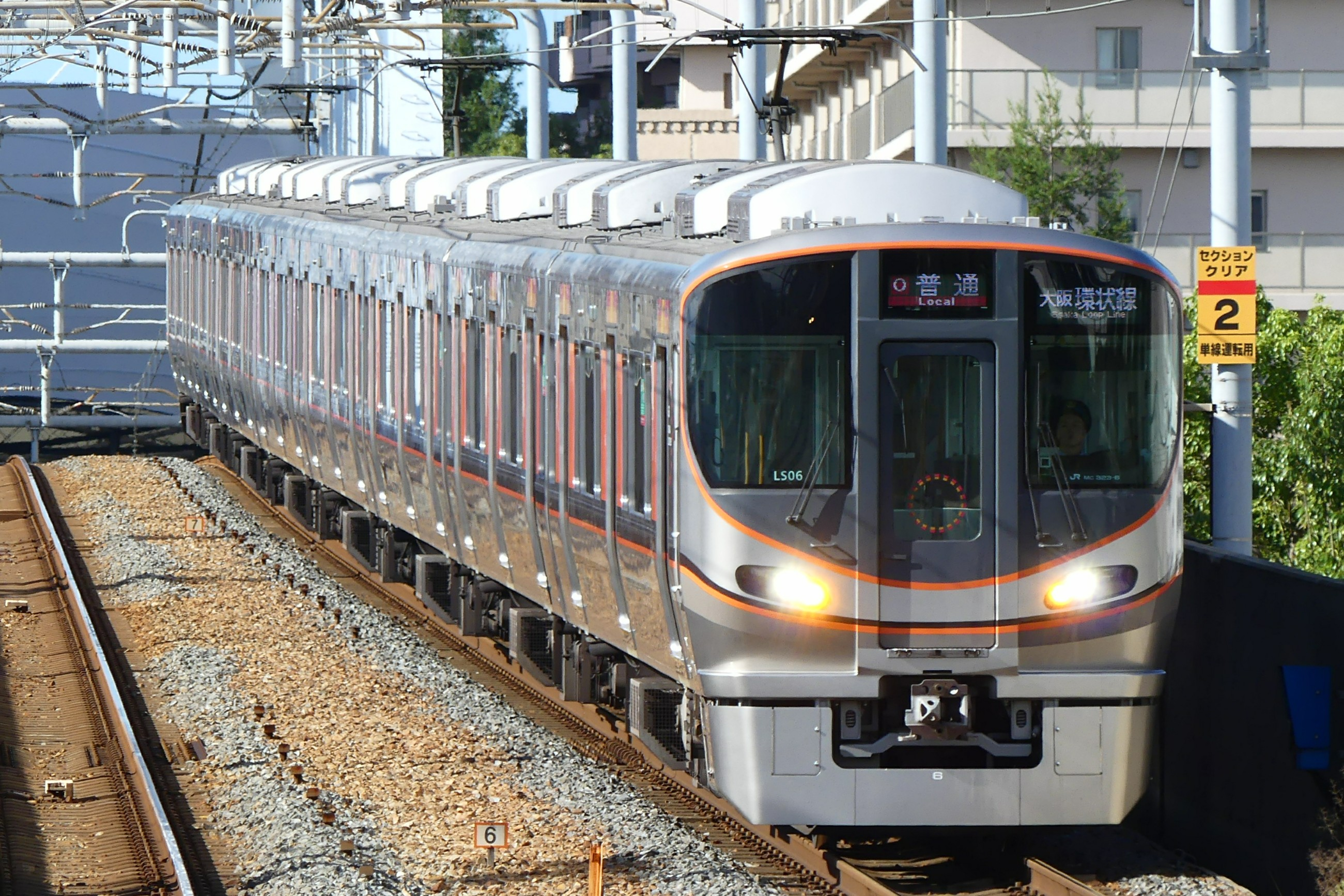
Série 323 sur la ligne Sakurajima.
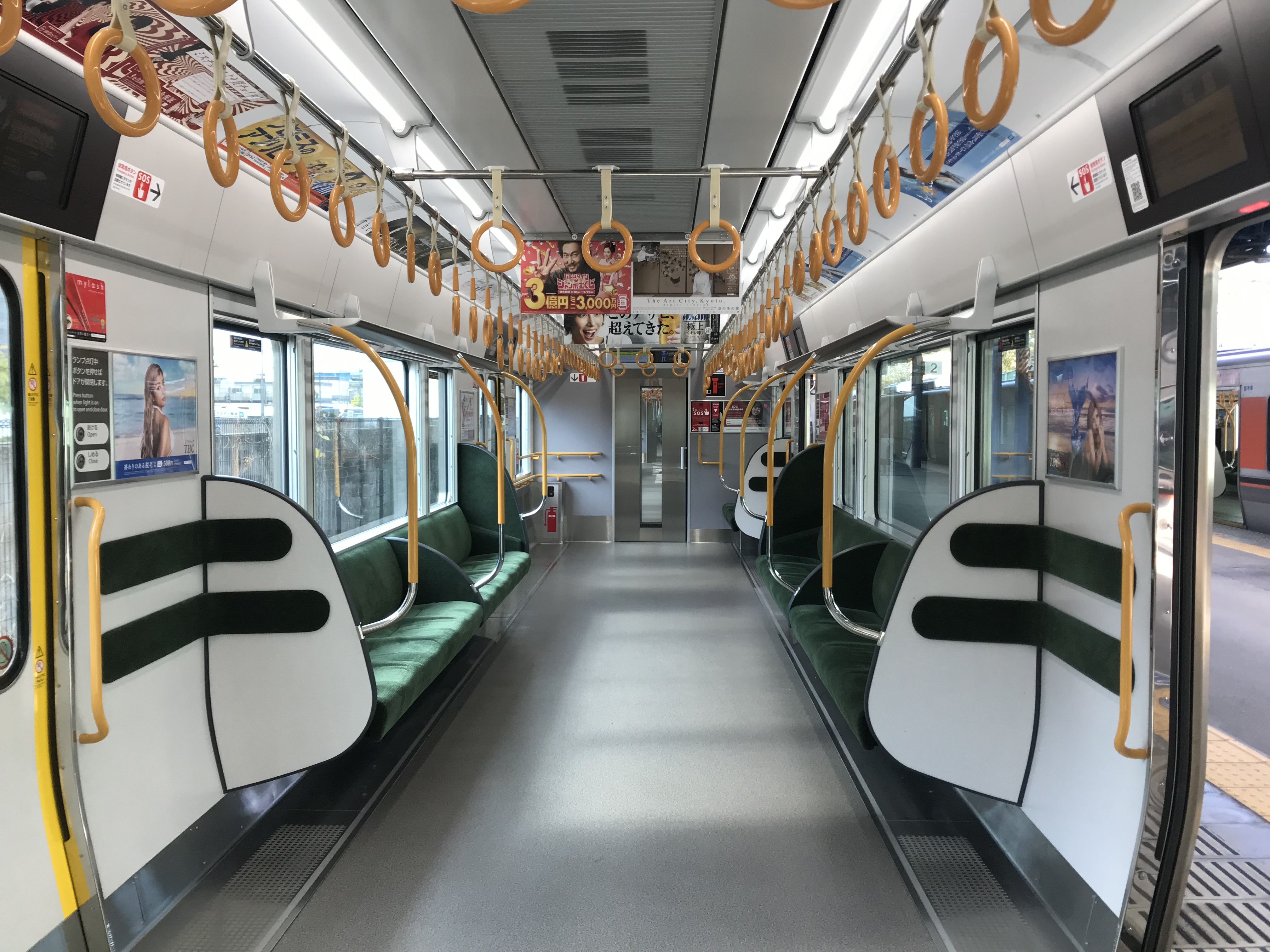
Intérieur de la voiture 8 possédant moins de sièges.
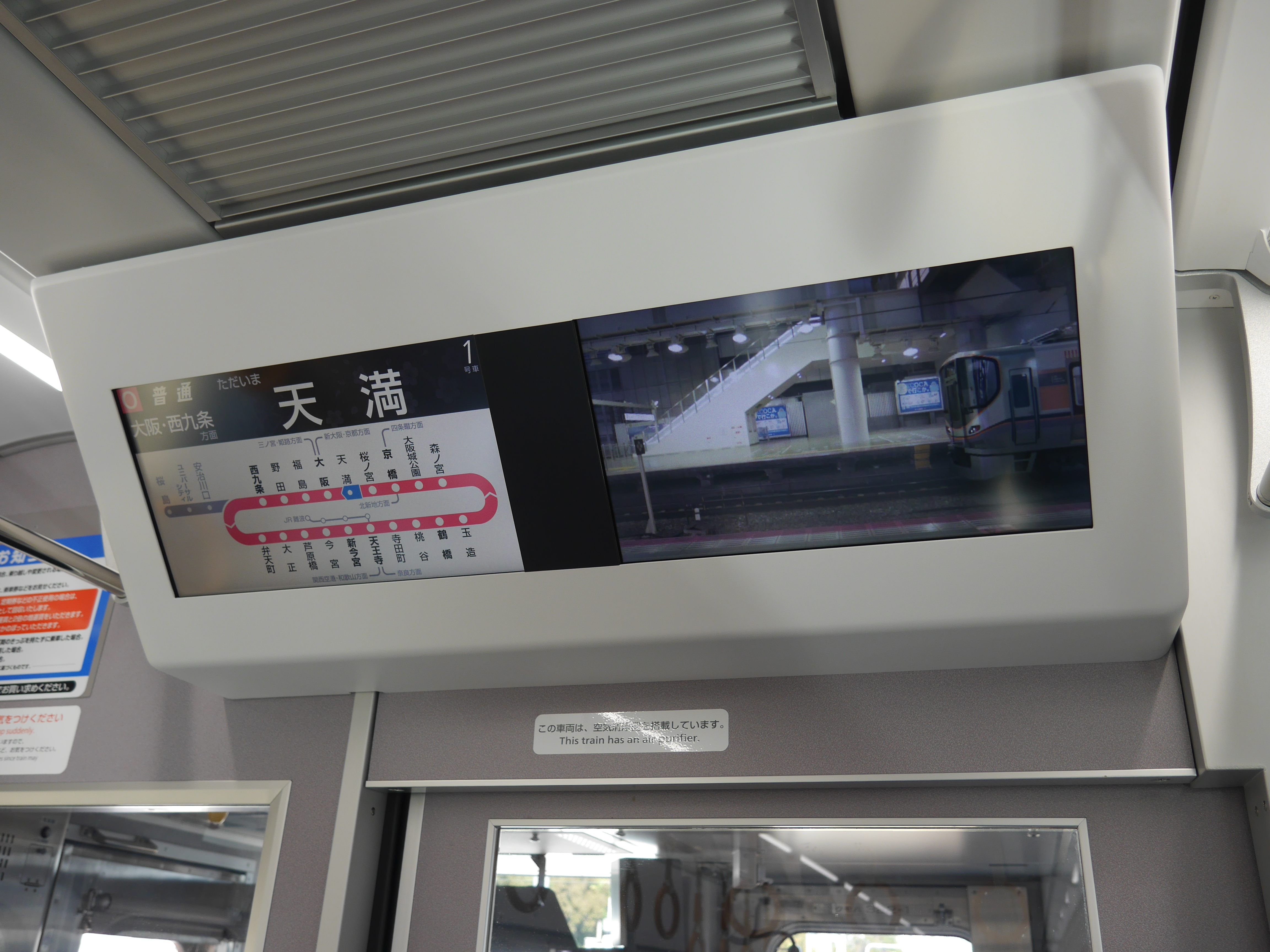
Écrans d'information voyageurs en extrémité de voiture.
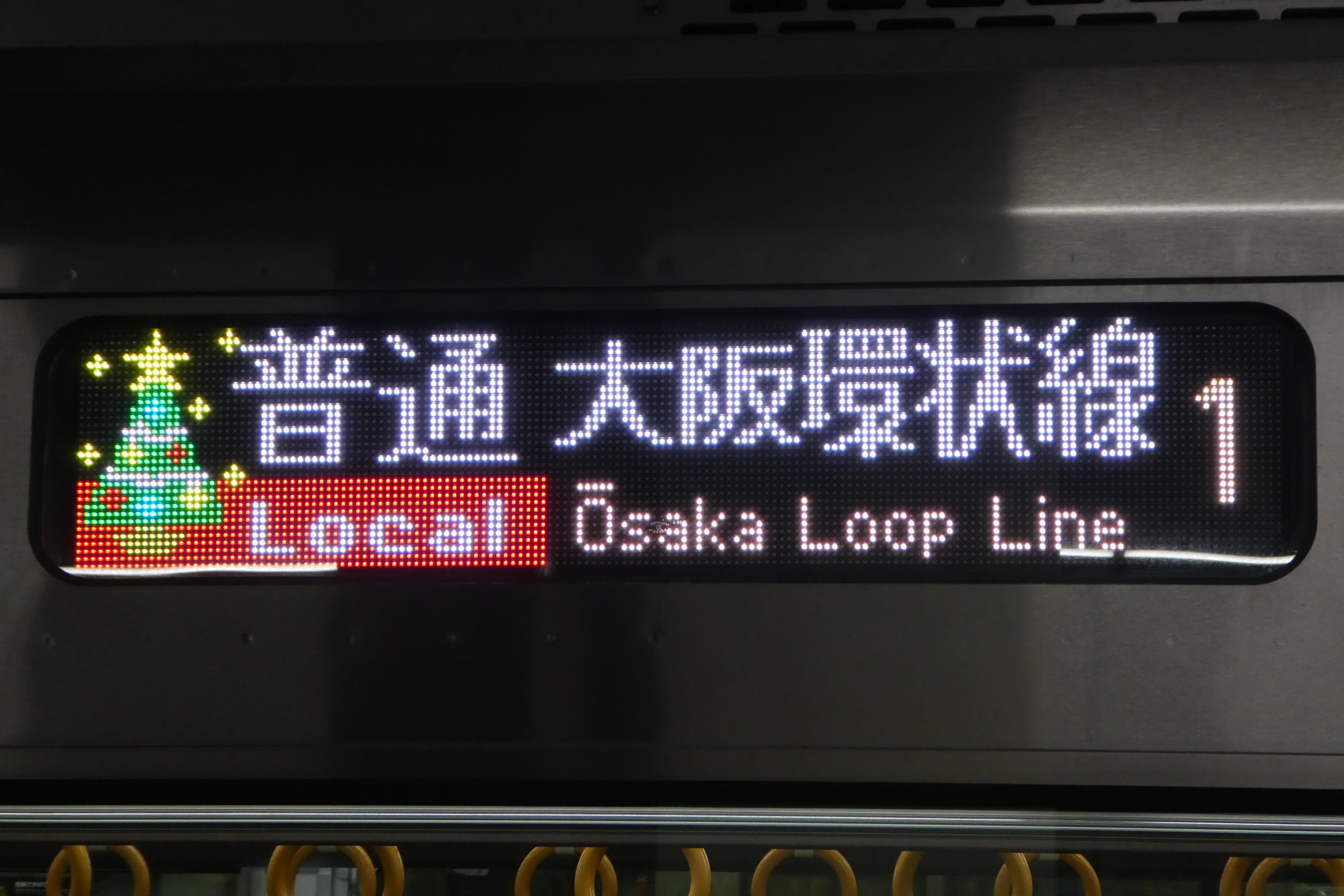
Girouette latérale Noël.
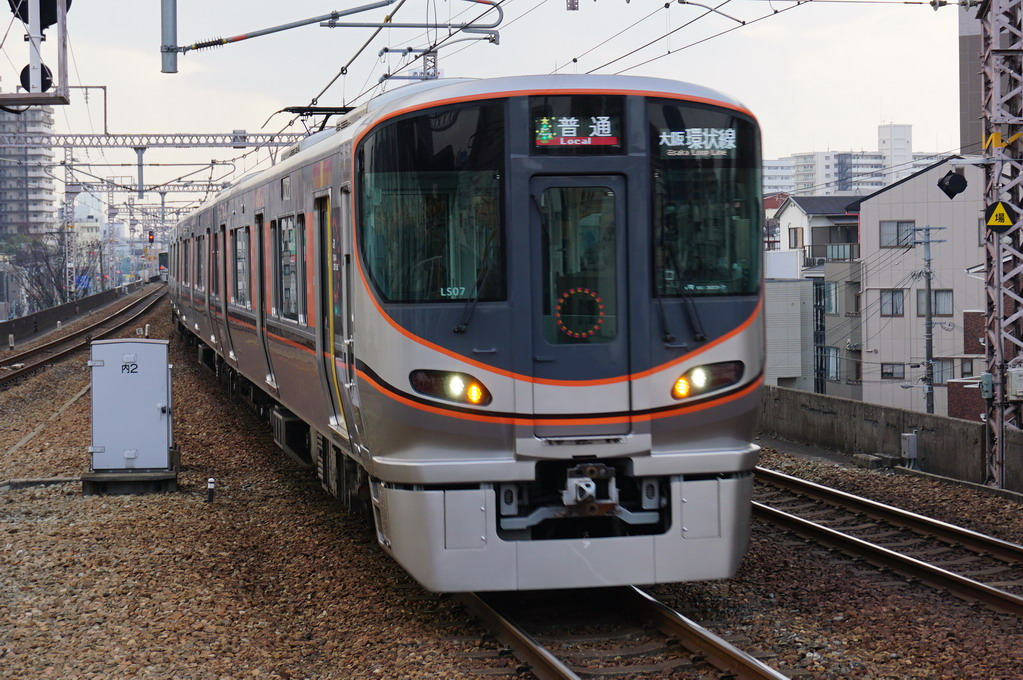
Girouette frontale Noël.
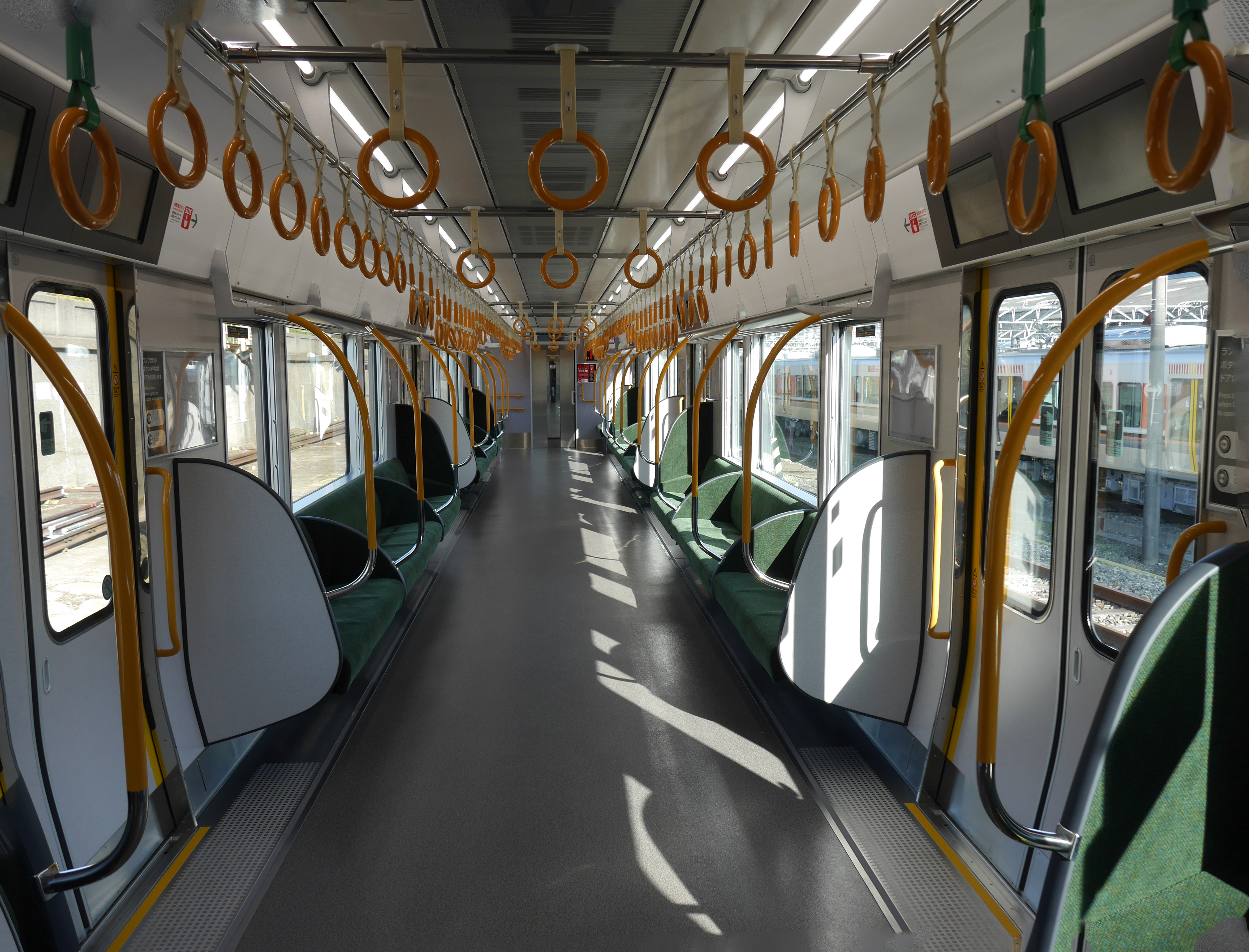
Intérieur classique.
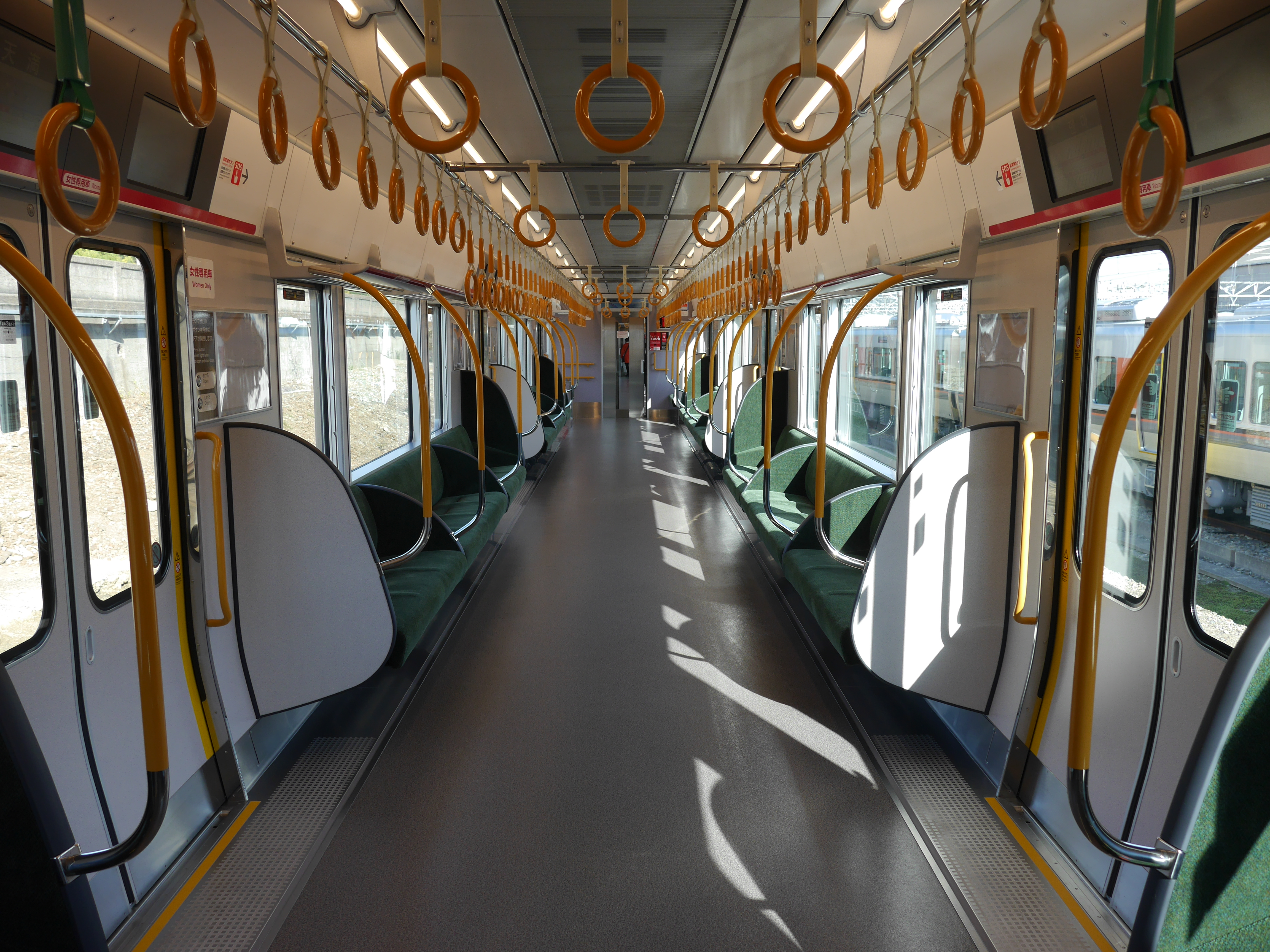
Intérieur voiture réservée aux femmes.
Une série 103 et 323...la différence est flagrante.
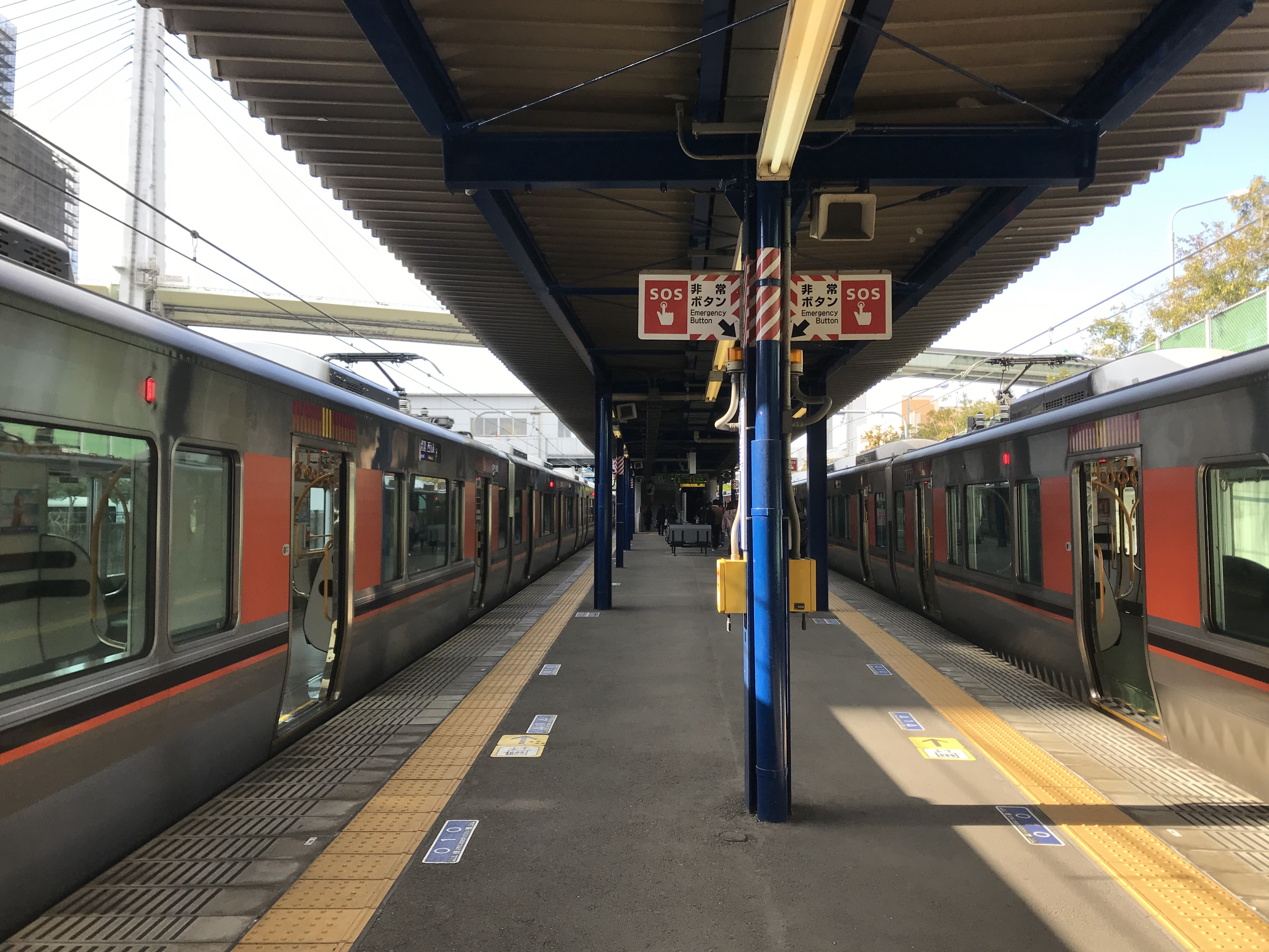
Station Sakurajima.